# Томаківська волость
Томаківська волость — адміністративно-територіальна одиниця Катеринославського повіту Катеринославської губернії.
Станом на 1886 рік складалася з 6 поселень, 5 сільських громад. Населення — 9963 особи (5035 чоловічої статі та 4928 — жіночої), 1806 дворових господарств.
|                     | Площа, десятин | У тому числі орної, десятин |
| ------------------- | -------------- | --------------------------- |
| Сільських громад    | 26992          | 15368                       |
| Приватної власності | 57             | 55                          |
| Іншої власності     | 205            | —                           |
| Загалом             | 27651          | 15766                       |

Найбільші поселення волості:
- Томаківка — село при річці Томаківка в 80 верстах від повітового міста, 6735 осіб, 1203 двори, 2 православні церкви, 2 школи, земська лікарні, 20 лавок, 3 постоялих двори, 2 склада, трактир, 5 ярмарок на рік.
- Олександропіль — село при річці Сурі, 1107 осіб, 203 двори, православна церква, школа, 3 лавки.
- Чумаки — село при річці Сурі, 1699 осіб, 303 двори, православна церква, школа, 2 лавки, 2 ярмарки на рік.